# Les Grandes-Loges
Les Grandes-Loges ist eine französische Gemeinde mit 285 Einwohnern (Stand: 1. Januar 2022) im Département Marne in der Region Grand Est (bis 2015: Champagne-Ardenne). Die Gemeinde gehört zum Arrondissement Châlons-en-Champagne und zum Kanton Châlons-en-Champagne-2. 

## Geografie
Les Grandes-Loges liegt etwa 29 Kilometer südöstlich von Reims und zwölf Kilometer nordnordwestlich von Châlons-en-Champagne. Umgeben wird Les Grandes-Loges von den Nachbargemeinden Livry-Louvercy im Norden, Bouy im Norden und Nordosten, La Veuve im Osten und Südosten, Juvigny im Süden, Vraux im Süden und Südwesten, Aigny im Westen und Südwesten sowie Vaudemange im Westen und Nordwesten.
In der Gemeinde befindet sich das Autobahndreieck der Autoroute A4 mit der Autoroute A26. Ferner führt die Route nationale 44 durch die Gemeinde.

## Bevölkerungsentwicklung
| Jahr                       | 1962 | 1968 | 1975 | 1982 | 1990 | 1999 | 2006 | 2018 |
| Einwohner                  | 148  | 142  | 136  | 170  | 223  | 233  | 244  | 275  |
| Quellen: Cassini und INSEE |      |      |      |      |      |      |      |      |

## Sehenswürdigkeiten

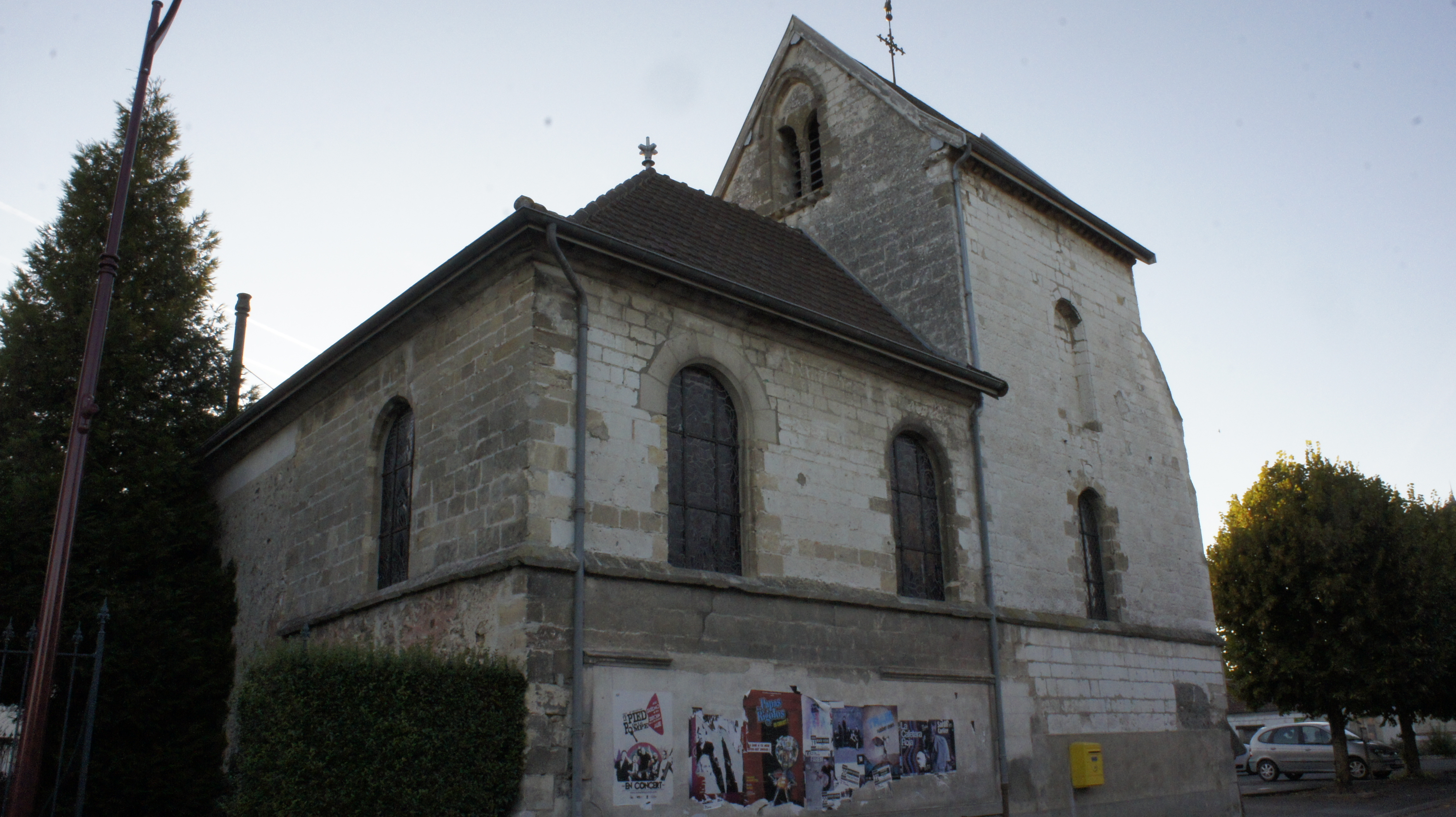
Kirche

- Kirche aus dem 18. Jahrhundert